# Frederick Hauck
Frederick Hauck (ur. 11 kwietnia 1941 w Long Beach w Kalifornii) – amerykański astronauta i pilot wojskowy.

## Życiorys
Ukończył szkołę w Waszyngtonie i w 1962 studia fizyczne na Tufts University, w 1966 inżynierię nuklearną w Massachusetts Institute of Technology, a w 1971 United States Naval Test Pilot School. Po ukończeniu Tufts University służył przez 20 miesięcy w United States Navy, w załodze niszczyciela USS Warrington (DD-843), później studiował matematykę i fizykę na U.S. Naval Postgraduate School i następnie krótko język rosyjski w Defense Language Institute w Monterey w Kalifornii. W 1966 rozpoczął szkolenie lotnicze w Naval Air Station w Pensacoli na Florydzie, w 1968 uzyskał licencję pilota. W 1971 został skierowany do United States Naval Test Pilot School w Naval Air Station Patuxent River, którą ukończył po trzech latach. 16 stycznia 1978 został wyselekcjonowany przez NASA jako kandydat na astronautę. Od 18 do 24 czerwca 1983 był pilotem misji STS-7 trwającej 6 dni, 2 godziny i 24 minut; start nastąpił z Centrum Kosmicznego Johna F. Kennedy’ego, a lądowanie w Edwards Air Force Base w Kalifornii. Od 8 do 16 listopada 1984 był dowódcą misji STS-51-A trwającej 7 dni, 23 godziny i 44 minuty. W marcu 1985 został oficerem projektowym w Biurze Astronautycznym ds. integracji rakiety wyższego poziomu na ciekłe paliwo z promem kosmicznym, a w maju 1985 dowódcą misji sondy słonecznej Ulysses sponsorowanej przez Europejską Agencję Kosmiczną, która miała zostać uruchomiona w kwietniu 1986; plany te jednak odroczono po katastrofie Challengera. W sierpniu 1986 został administratorem NASA stosunków zewnętrznych - doradcą NASA ds. kongresowych, publicznych, międzynarodowych, międzyrządowych i edukacyjnych. Na początku lutego 1987 powrócił do swoich obowiązków astronautycznych w Centrum Lotów Kosmicznych imienia Lyndona B. Johnsona.
Od 29 października do 3 listopada 1988 dowodził misją STS-26 trwającą 4 dni i godzinę. Łącznie spędził w kosmosie 18 dni, 3 godziny i 8 minut. Opuścił NASA 3 kwietnia 1989. W maju 1989 został dyrektorem Działu Systemów Kosmicznych Marynarki Wojennej w Biurze Szefa Operacji Marynarki Wojennej; na tym stanowisku odpowiadał za budżetowanie programów kosmicznych United States Navy. 1 czerwca 1990 zakończył służbę wojskową. W latach 1991–1993 był wiceprezesem Towarzystwa Eksploratorów Kosmosu. Jest członkiem m.in. Amerykańskiego Stowarzyszenia Pilotów Doświadczalnych, Amerykańskiego Instytutu Aeronautyki i Astronautyki i Amerykańskiego Towarzystwa Astronautycznego.
Stowarzyszenie Uczestników Lotów Kosmicznych (Association of Space Explorers) przyznało mu Universal Astronaut Insignia za lot orbitalny (nr 119).